# 高大誦
高 大誦（こう たいしょう、慶長8年（1603年） - 卒年不詳）は、江戸時代前期の唐通事。詩や書に優れた。名は超方、のちに一覧。字は応科。大誦（大誦居士）は号。はじめ渤海（ふかみ）を苗字としたが、のちに深見に改めた。通称は久兵衛または休兵衛、名は但有。子に高玄岱（深見玄岱）がいる。

## 生涯

### 父・高寿覚
中国の南北朝時代の北斉の事実上の創建者となった高歓（北魏・東魏の権臣で、渤海王に封じられた。本貫は渤海郡）の末裔と称する。
明の時代、福建省漳州府出身の医師・高寿覚は、慶長初年の日本に渡り、薩摩国に暮らした（薩摩島津氏の領国である日向国都城とも）。慶長14年（1609年）ないしは15年（1610年）ごろ、高寿覚は中国に帰った。この高寿覚が大誦の養父（実父とも）にあたる。

### 生い立ち
慶長7年（1602年）12月、都城の安久にあった正応寺の門前に暮らしていた鎌田新右衛門に次男が生まれ、寿覚はこの子供（以下「大誦」と記す）を嗣子として迎えた。
大誦が16歳のとき（元和3年（1617年））、寿覚を訪ねて中国に渡った。寿覚はほどなく死去したが、大誦はその後10年あまり中国各地を遍歴した。
寛永6年（1629年）に日本に帰国。寛永7年（1630年）には養父母の供養塔を都城に建立した（供養塔は都城市豊満町池平池に現存する）。

### 仕官・通事
帰国の3年後、招聘されて薩摩藩主島津家久に仕えた（寛永6年（1629年）に長崎に帰来。翌年に薩摩に行くと示現流開祖の東郷重位に発見されて中国に行っていたことが発覚。重位より藩主島津光久に伝えられて取り立てられ、一覧という名を賜った、ともいう）。
寛永18年（1641年）、長崎奉行所の小通事となり、2年後には大通事となった。大誦を通事に推挙したのは、長崎在住の儒医・陳明徳（潁川入徳）で、長崎奉行から薩摩藩主に書状が送られ、薩摩を離れて通事職に就いたという。なお、大誦は先祖が渤海郡に発すること（あるいは渤海王であること）にちなんで「渤海久兵衛」と称していたが、読まれにくいとして、通事となったころに同じ読みの「深見」に改めた。
慶安2年（1649年）47歳のとき、4男高玄岱（深見玄岱、深見新右衛門貞恒）が誕生。玄岱は儒官として江戸幕府に仕えた。
万治2年（1659年）に引退するまで約20年に渡り通事の職にあった。

### 黄檗禅との関係
通事の職にあった間、逸然の要請に応じて隠元隆琦の招請メンバーに檀越として加わった。
寛文5年（1665年）には宇治黄檗山萬福寺に赴き、木庵性瑫の江戸行き（隠元の跡を継いで住持となったことを将軍徳川家綱に報告するための旅）に随行し、通訳を務めた。

## 備考
- 長崎を流れる中島川に架かる石橋を寄進した。この橋は明暦3年（1657年）に架設され、大誦＝「高一覧」の名から「一覧橋」の名前がつけられた[6][13]。その後享保6年（1721年）の洪水で流失し、享和元年（1801年）に長崎奉行所によって再架設されたが、昭和57年（1982年）の長崎大水害で全壊。昭和61年（1986年）、大誦の母国である中国の福州市から採取した花崗岩を用いて再建された[14]。
- 森鴎外『渋江抽斎』には、戴曼公（独立性易）の持仏の話から、戴曼公の書法が高天漪（高玄岱）に伝えられたこと、次いで高氏（深見家）の家系について言及される下りがある。「天漪、名は玄岱〔……中略……〕、帰化明人の裔である。祖父高寿覚は長崎に来て終った。父大誦は訳官になって深見氏を称した。深見は渤海である。高氏は渤海より出でたからこの氏を称したのである」（その四十二）